# 三花连蕊茶
三花连蕊茶（学名：Camellia triantha）是山茶科山茶属的植物。分布在中国大陆的广西等地，目前尚未由人工引种栽培。